# Había una vez (obra)
Había una vez es una obra escrita por Felipe Garrido, a menudo calificada en ella como una autobiografía. Publicada en 2006, la obra se centra en una casa habitada por ángeles y demonios y que también se encuentra hospedada por cuatro niños, con sus padres y su perro Tapio, dos gatos y un duende. La obra se centra en la fantasía. Esta también es considerada como una autobiografía del propio escrito, pues menciona datos tantos personales, como sus gustos, los libros que leyó durante su paso por la secundaria y la primaria, sus gustos literarios, su aflicción por la poesía y la admiración a ciertos escritores. Menciona a personajes como Galileo Galilei, Isaac Newton y Johannes Kepler dentro de la obra de Arthur Koestler Los sonámbulos. A Chesterton en Los bandidos de Río Frío y en Cuentos de la selva, de Horacio Quiroga.  También menciona muchas obras literarias, como Hansel y Gretel, Godofredo en busca de la esmeralda perdida, Pinocho, Las aventuras de Tow Sawyer, Nos han dado la tierra, de Juan Rulfo, El guardagujas, de José Arreola, Los de abajo, de Mariano Azuela, Las visitaciones del diablo, de Emilio Carballido, El Club de la Salamandra, de Alejandro Sandoval, El fuego verde, de Verónica Murguía, La feria, de Arreola, Cien años de soledad, ⁣ de Gabriel García Márquez, La guerra y la paz,de Tolstoi y Don Quijote de la Mancha, de Miguel de Cervantes Saavedra.
De igual forma, describe a personajes sublimes para él como Horacio Quiroga, Julio Cortázar y otros, que siempre quedaran en su memoria, pues su importancia fue escribir cualquier variedad de literatura.